# Жарбутак (село)
Жарбутак (каз. Жарбұтақ, до 1999 года — Матвеевка) — упразднённое село в Хромтауском районе Актюбинской области Казахстана. Входило в состав Абайского сельского округа. Упразднено в 2019 г. Код КАТО — 156033200. 

## География
Село расположен на реке Ойсылкара примерно в 11 км к югу то города Хромтау.

## Население
В 1999 году население села составляло 154 человека (72 мужчины и 82 женщины). По данным переписи 2009 года, в селе проживало 47 человек (27 мужчин и 20 женщин).